# Mariano José de Larra
Mariano José de Larra y Sánchez de Castro(n. 24 martie 1809, Madrid - d. Madrid 13 februarie 1837) a fost un poet și narator romantic spaniol.
A fost membru al cercului literar El Parnasillo.
Creația sa este de factură romantică și este străbătută de ironie și pesimism.
Sunt remarcabile spiritul de observație și luciditatea viziunii.

## Opera
Cele mai valoroase opere literare ale sale sunt:
- 1834: Macías, dramă în versuri;
- 1834: Pajul lui Don Enrique Îndureratul ("El doncel de don Enrique el Doliente"), roman ce are ca temă iubirea nefericită, proiectată pe fundalul unui Ev Mediu mohorât.

A mai scris și articole de critică literară și tetrală, eseuuri politice sau pe teme diverse privind moravurile societății spaniole din acea epocă.
1. ↑   http://hemeroteca.abc.es/nav/Navigate.exe/hemeroteca/madrid/abc/1963/01/23/047.html, accesat în 14 octombrie 2017 Lipsește sau este vid: |title= (ajutor)
2. ↑  CONOR.SI[*] Verificați valoarea |titlelink= (ajutor)